# Хар'ю (історична область)

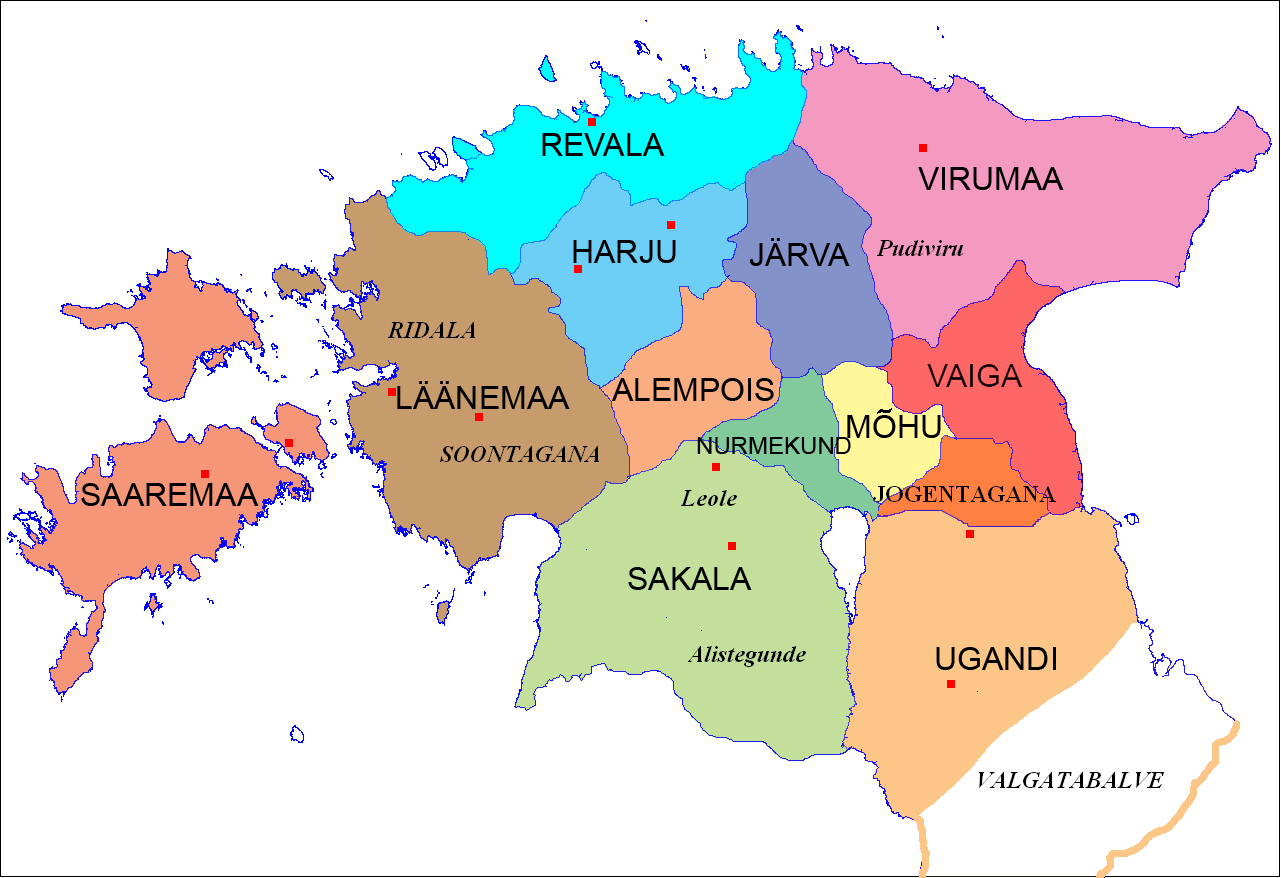
Землі естів

Хар'ю (ест. Harju, лат. Harria, нім. Harrien) — одна з восьми історичних областей (маакондів) на півночі сучасної Естонії.
Про Хар'ю як сучасну адміністративно-територіальну одиницю (повіт, мааконді) Естонії див. Адміністративний поділ Естонії та Хар'юмаа.

## Історія
Перша письмова згадка — Генріх Латвійський на початку XIII століття.
Старі назви — Ругел і, пізніше, Гаррієн.